# Болат, Омер
Омер Болат (тур. Ömer Bolat; род. 30 августа 1963, Стамбул) — турецкий государственный деятель. Министр торговли Турции (с 3 июня 2023).

## Биография
Родился 30 августа 1963 года в Стамбуле. В 1984 году окончил Университет Мармара, факультет экономики и администрирования, отделение международных экономических отношений. Окончил магистратуру Амстердамского университета по специальности «Европейская интеграция».
Окончил программу международной экономики и бизнес-администрирования Института мировой экономики при Кильском университете.
Получил степень доктора наук в Университете Мармара. Тема диссертации — «Европейская денежная система».
В 2014 году получил звание доцента. В 2019 году получил звание профессора Стамбульского университета им. Сабахаттина Займа.
В 1981 — 1983 годах являлся экспертом - исследователем Фонда экономического развития.
С 1993 года — генеральный секретарь Ассоциации независимых промышленников и предпринимателей Турции (MUSIAD). Являлся заместителем председателя, председателем MUSIAD.
С 2015 по 2020 год преподавал в Стамбульском университете им. Сабахаттина Займа. С 2020 года преподавал в Стамбульском коммерческом университете.
С мая 2000 года по 2 июня 2023 являлся генеральным директором «Albayrak Holding».
Являлся членом совета директоров «Türk Havacılık ve Uzay Sanayii».
Являлся членом правления Партии справедливости и развития.
Министр торговли Турции (с 3 июня 2023).
С июня 2015 года является обозревателем журнала «Derin Ekonomi», с июня 2019 года — также журнала «Z-Rapor». Автор 30 докладов, 4 книг, более 300 статей.